# Duplicateur à alcool
Ne doit pas être confondu avec ronéotypie ou miméographe.

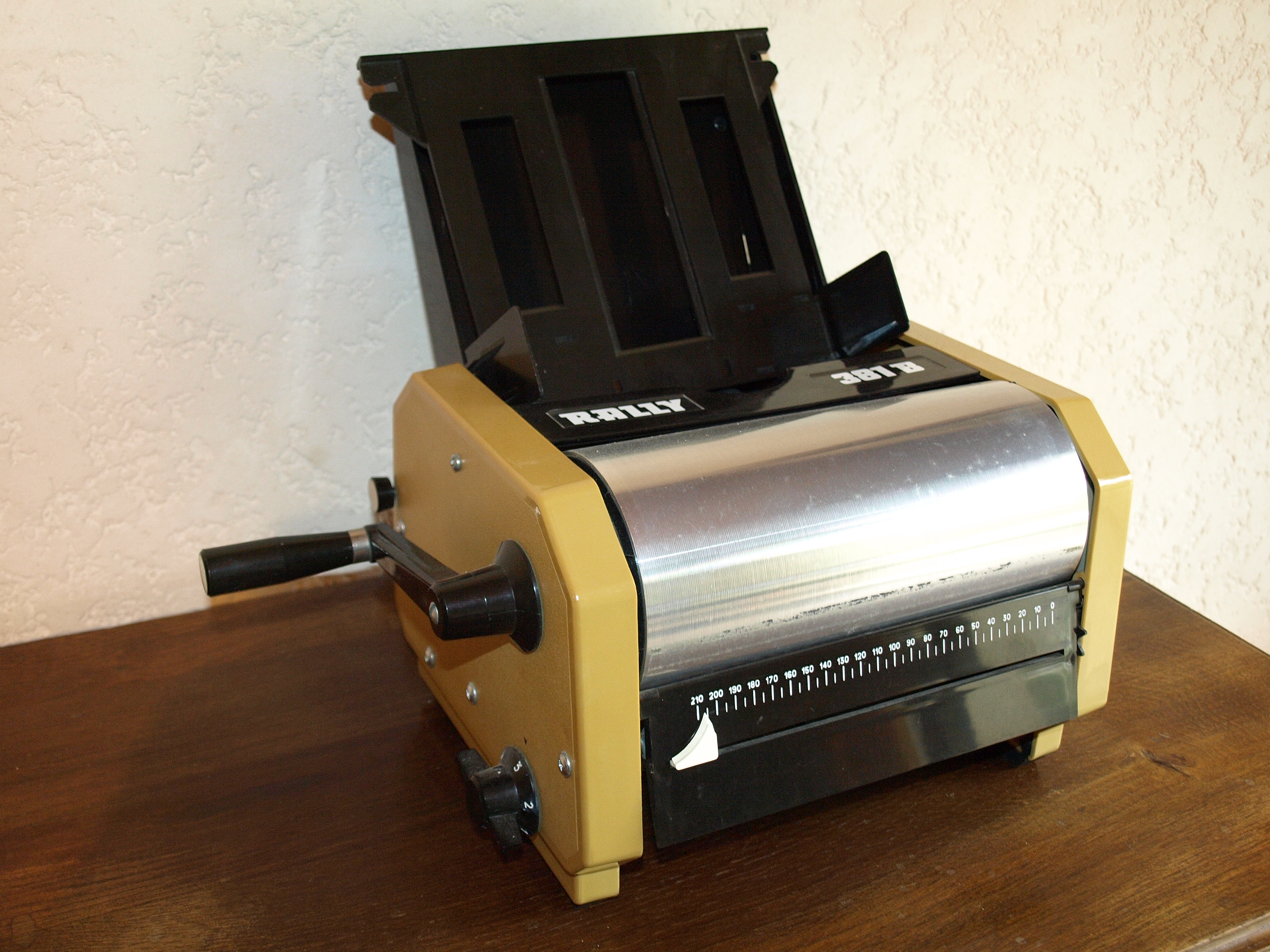
Un duplicateur à alcool.

La duplication à l'alcool est un procédé de reproduction de documents par transfert d'encre via une solution à base d'alcool. L'appareil la permettant est appelé duplicateur à alcool. Cette machine est couramment appelée polycopieuse ou, improprement, ronéotypeuse : le fonctionnement des deux machines est différent mais, utilisant toutes les deux un tambour en rotation, elles peuvent être difficiles à distinguer extérieurement.
Le duplicateur à alcool est beaucoup moins onéreux et d'un emploi plus simple que les plus imposants ronéographes à encre utilisés en bureautique et publications pour des tirages très importants. Le duplicateur ou polycopieuse connut vite un grand succès dans la seconde moitié du XXe siècle, notamment dans l'enseignement, où des techniques plus rustiques, fondées sur le même principe que la lithographie (la « pierre humide » et la « pâte à polycopier »), permettaient laborieusement de reproduire des documents destinés aux élèves.

## Historique
La duplication à l'alcool est inspirée de l'hectographie, où une surface de gélatine sert de support encreur. 
On parle de « ronéographe » dès la fin des années 1900.
En 1923, Wilhelm Ritzerfeld, créateur de la société allemande Ormig, a l'idée d'utiliser directement le papier comme support encreur,.

## Procédé
Deux feuilles sont superposées : une feuille de fort papier couché et une feuille de papier carbone dit « hectographique ». Lorsque l'utilisateur exerce une pression via un stylo à pointe dure ou une machine à écrire sur la feuille classique (au recto), le papier carbone dépose une couche d'encre sur la face lisse du papier couché (au verso).  À mesure de la rédaction de l'original, une copie de la page inversée en miroir est ainsi réalisée sur la feuille de papier couché, devenue matrice des futurs tirages. Les carbones hectographiques existant en plusieurs couleurs, cette matrice peut être polychrome (carte de géographie, croquis scientifique etc.)
Elle est ensuite placée sur le tambour du duplicateur. Le papier de tirage, déposé en liasse sur le plateau ou introduit feuille à feuille selon le prix des machines, s'imbibe d'alcool à brûler (bon marché mais malodorant) ou d'un produit inodore (plus cher) au passage sur un feutre imprégné de ce liquide contenu dans un réservoir. La rotation du tambour le met en contact serré avec la matrice qui lui dépose une partie de l'encrage hectographique dont elle a été garnie en préparation. Par un second effet de miroir, le tirage se retrouve conforme à l'original. La quantité d'encre étant limitée au dépôt initial sur la matrice, le nombre de copies dépasse rarement les 200 exemplaires,.
Les matrices non épuisées peuvent être conservées pour des tirages ultérieurs, avantage précieux pour un usage scolaire. Les duplicateurs sont plus ou moins perfectionnés selon leur prix : prise automatique du papier, compteur de tirages, moteur au lieu de manivelle, etc. 

## Consommables[style à revoir]

### Papier carbone hectographique
Le pigment le plus répandu pour la production de papier carbone adapté à la duplication à l'alcool est la mauvéine. Diluée par la solution alcoolisée, l'impression est violacée. D'autres teintes furent également disponibles : rouge, vert, bleu, noir, et jaune/marron.
En changeant successivement de papier carbone, il est possible de déposer plusieurs couleurs sur une même matrice. Une fois qu'elle est réalisée et mise en presse, une seule passe suffit pour dupliquer des documents en couleurs.

### Solvant
Une solution alcoolisée volatile doit imbiber le papier afin de diluer l'encre. Elle est responsable de l'odeur des reproductions fraîches.
Cette solution était de l'alcool méthylique à 99 %, pouvant provoquer des troubles de la vision, des céphalées, vertiges et nausées. En raison de sa toxicité, il fut remplacé par de l'alcool éthylique dénaturé ou par du propylène glycol.

## Usages
Les duplicateurs se sont généralisés, d'abord aux États-Unis au début du XXe siècle, puis en Europe et en France après la Première Guerre mondiale. Durant la Seconde Guerre mondiale, la Résistance et les maquis français ont publié des documents polycopiés qui furent distribués le plus souvent clandestinement.[réf. nécessaire]

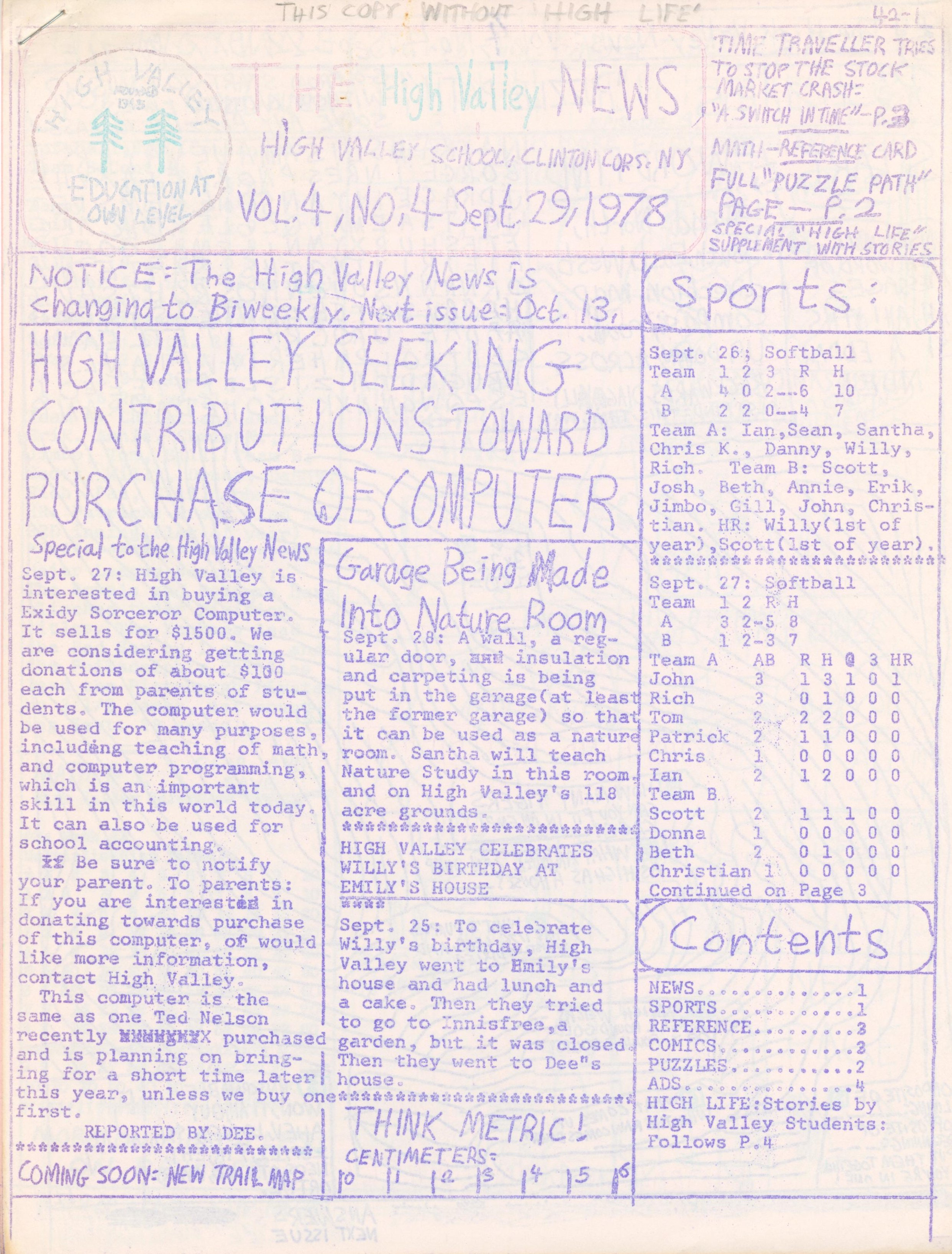
Journal d'école imprimé avec un duplicateur

Dès les années 1950, le procédé fut beaucoup utilisé dans les administrations, l'enseignement, mais également dans les sociétés commerciales dans le cadre de l'information à la clientèle.
Ne nécessitant pas d'investissement lourd, ce procédé a été abondamment utilisé par les éditeurs des petites revues indépendantes, les fanzines, et dans les écoles. L'odeur caractéristique des copies fraîches, mélange d'encre, de papier et d'alcool, font du duplicateur à alcool une madeleine de Proust pour les écoliers des années 1950-1980.
Ce procédé est tombé en désuétude avec la généralisation de la photocopie et, plus tard, de l'impression numérique. Toutefois, le papier carbone hectographique est encore utilisé, sans presse, pour reproduire une illustration sur la peau avant un tatouage.